# 博罗纳哈勒
博罗纳哈勒（？—？），又作孛罗罕，15世纪末卫拉特蒙古部族領袖，杜尔伯特部的第一代首领。16世纪初，部分额鲁特人西迁后，独自成为一部，称杜尔伯特。一说部名缘起系因其在兄弟中排行第四。
博罗纳哈勒的父亲是阿力古多，祖父是阿失帖木儿，曾祖父是也先。清朝关于杜尔伯特部的谱系把博罗纳哈勒的父亲误作也先，也先的长子其实是楚王火儿忽答孙。弘治八年（1495年）三月，瓦剌首领（小列秃）养罕派博罗纳哈勒等四人往吐鲁番跟速檀阿黑麻讲和，七月养罕阵亡。十一月初六，瓦剌首领卜六对明朝奏称，“吐鲁番原与我每仇家，我老子（养罕）因此与阿黑麻厮杀，中箭死去。我兄弟每连我叔父博罗纳哈勒同领人马，情愿与朝廷出力”。次年，卜六遣博罗纳哈勒等人至自肃州报聘。卜六是养罕之子，克舍之孙，阿失帖木儿的曾孙，所以称呼博罗纳哈勒为叔父。博罗纳哈勒之子额什格太师，玄孙达赖泰什。

### 注解
1. ↑  . 国学大师.   [2025-08-06].
2. ↑  许进《平番始末》

### 文献
- 那顺达来《卫拉特杜尔伯特部起源考》